# Świnoujście
Świnoujścieⓘ (Duits: Swinemünde) is een Poolse stad met ruim 41.000 inwoners (2013), gelegen in West-Pommeren. Het is strategisch gelegen bij de monding van de Oder. Het heeft zich kunnen ontwikkelen tot de grootste Poolse haven (Szczecin-Świnoujście).

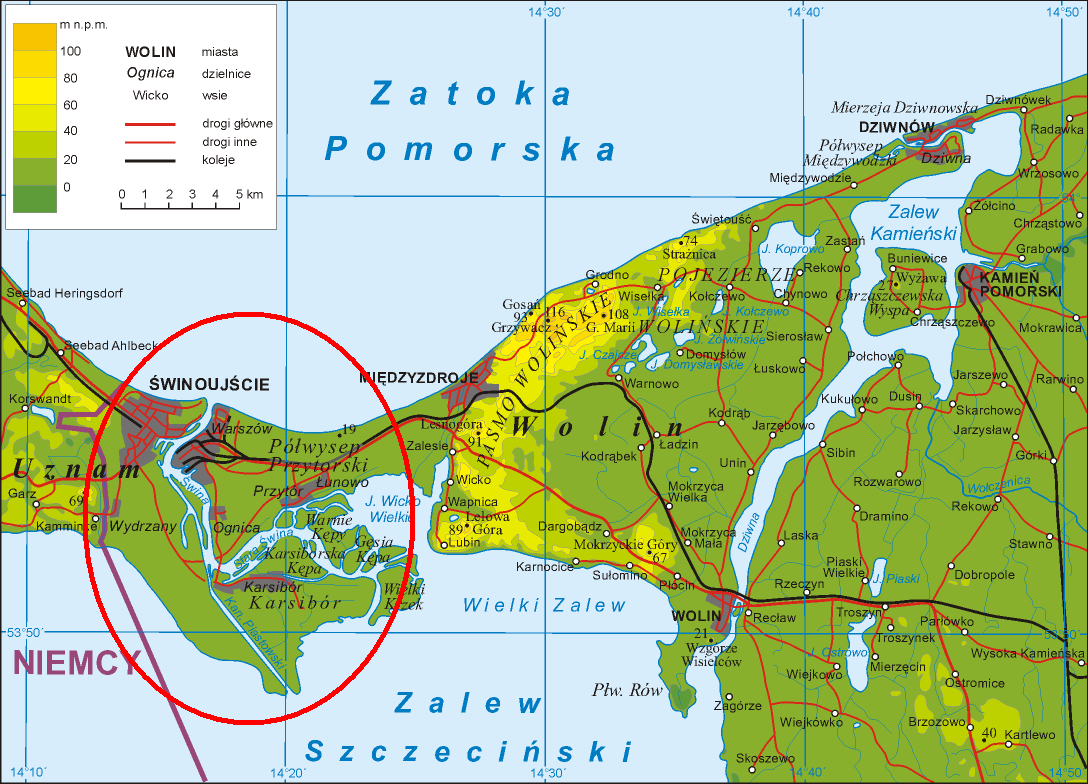
Ligging op de eilanden Usedom en Wolin

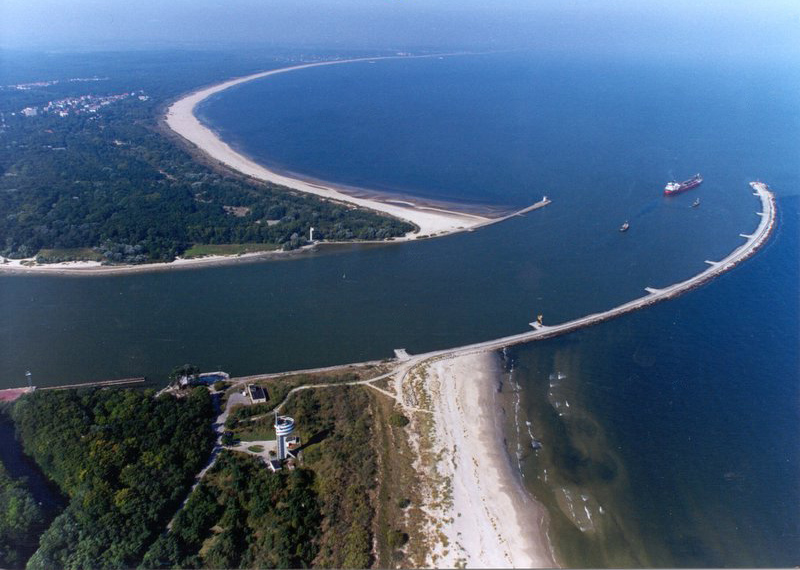
De monding van de Świna in de Oostzee

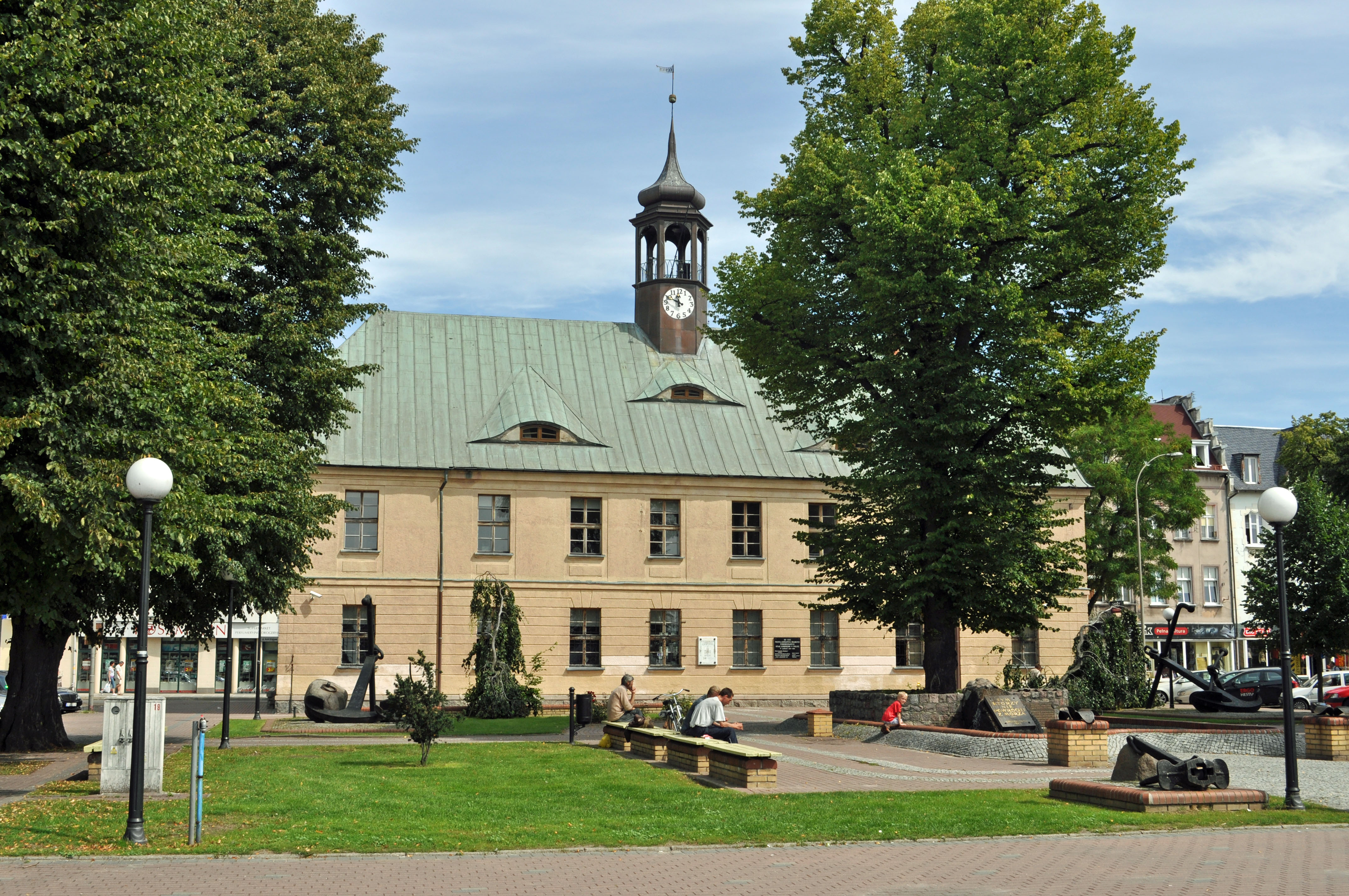
Oude stadhuis

De Świna, zoals de plaatselijke arm van de Oder heet, verdeelt de stad in 'Oost' (gelegen op het eiland Wolin) en 'West' (op Usedom). Ten zuiden van de stad ligt het Oderhaf. Świnoujście is oorspronkelijk een kuuroord en een van de mondainste badplaatsen van Polen.
Tot 1945 behoorde deze stad tot Duitsland en was bekend als Swinemünde. De stad werd zwaar beschadigd bij een bombardement van de geallieerde luchtmacht. In mei 1945 werd de stad door de Russen bezet. De Duitse bevolking werd verdreven. De stad werd hernoemd in Świnoujście en werd Pools grondgebied.

## Stadsdelen
- Karsibór (Kaseburg)
- Ognica (Werder)
- Przytór (Pritter)
- Łunowo (Haferhorst)
- Świnoujście (Swinemünde)
- Wydrzany (Friedrichsthal)
- Warszów (Ostswine)
- Chorzelin (Osternothafen)

## Geschiedenis
De stad ontstond als klein dorpje naast Westswine, dat later deel werd van Swinemünde, aan de monding van de rivier Swine. In dit dorp leefden boeren die leefden van visvangst en landbouw. Om meer inkomsten te verkrijgen pachtten de boeren de overtochten over de Swine. Er was een houten kerk en het dorp behoorde tot het kerspel Caseburg. Aan het einde van de twaalfde eeuw bevond er zich een burcht aan de monding. In 1230 liet hertog Barnim I van Pommeren een vaarverbinding over de Swine aanleggen. In 1297 werd voor het eerst de haven van Swinemünde vernoemd. De burcht werd in 1457 verwoest door troepen uit Stettin.
Bij de deling van Pommeren tussen Brandenburg en Zweden bij de Vrede van Westfalen in 1648 kwam Swinemünde onder Zweeds gezag te staan. Uit strategische redenen liet Zweden het scheepvaartverkeer naar Stettin via de Peenestrom varen en ze lieten de Swine verzanden. Aan het begin van de 18de eeuw was de Peenestrom veel belangrijker dan de Swine. Vele scheepvaartroutes liepen naar Wolgast, waar de Zweedse fiscus tol eiste.
Na de Grote Noordse Oorlog moest Zweden in 1720 Stettin, Usedom en Wolin aan Pruisen afstaan, terwijl Zweden Rügen, Wismar en Stralsund behield. In 1729 begon de Pruisische koning Frederik Willem I de Swine opnieuw bevaarbaar te maken zodat de tolheffing in het Zweedse Wolgast omzeild kon worden. De Swine werd uitgebaggerd, maar het project mislukte omdat de Swine tijdens zware herfststormen opnieuw verzandde. Zijn opvolger Frederik de Grote hervatte het project toen hij aan de macht kwam in 1740 en in 1746 kon de zeehandel van de haven die nu Swinemünde heette hervat worden. Het nieuwe Swinemünde dat Westswine opslorpte groeide snel en werd een grote stad, die in 1765 een Immediatstadt werd. In 1779 opende een Latijnse school en in 1792 kwam er een nieuwe kerk.
Door het Congres van Wenen in 1815 kwam Wolgast ook onder Pruisisch bewind te staan waardoor de concurrentiesituatie met Zweden wegviel. Omdat een tocht over de Swine sneller was bleef Swinemünde een belangrijke haven. De stad werd ook een bevoorradingshaven voor Stettin dat goederen afleverde en ook mee terugnam. Om verzanding van de Swine tegen te gaan werden permanente maatregelen genomen in 1818 met de bouw van een soort dam. De bouwwerken werden voltooid in 1829. In 1848 beschikten de rederijen van Swinemünde over 16 handelsschepen. In 1859 werd de vuurtoren Mühlenbake (Stawa Młyny) aan de oostoever van de Swine in gebruik genomen. Om verzanding in het binnenland tegen te gaan werd tussen 1875 en 1880 een kanaal gegraven met twee takken, de Mellinfahrt en de Kaiserfahrt. Door deze kanalen voeren vele schepen door naar het grote Stettin wat een nadeel was voor de zeehaven. Vanaf 1857 waren er stoombootverbindingen naar Oost-Pruisen, Bornholm en Kopenhagen.
In het midden van de negentiende eeuw streek het Pruisische leger neer in de buurt van Swinemünde om er ook een garnizoensstad van te maken. In 1933 werd op deelgemeente Kaseburg een haven aangelegd voor onderzeeboten. In de haven van Swinemünde zelf lagen torpedoboten gestationeerd.
Vanaf 1824 begon de stad zich ook als badplaats te profileren. De helft van de badgasten kwam steevast uit Berlijn. In 1826 werden er 624 badgasten geteld en in 1913 waren er dat al 40247. Voor de Tweede Wereldoorlog was Swinemünde na Kühlungsborn en Kolberg de op twee na grootste Duitse badplaats aan de Oostzee. Ook het inwonersaantal van de stad groeide gestaag; in 1850 waren er 4719 inwoners, in 1910 was dit al verdrievoudigd tot 13.916 en in 1931 waren het er 19.978.
Tegen het einde van de Tweede Wereldoorlog herbergde de stad duizenden vluchtelingen uit het oosten van Duitsland die op de vlucht waren voor het Rode Leger. Op 12 maart 1945 werd Swinemünde gebombardeerd waarbij een groot deel van de stad verwoest werd. De slachtofferaantallen variëren van 4000 tot 23.000. Op 16 april volgde een nieuwe Britse aanval op het pantserschip Lützow dat tot zinken gebracht werd.
Op 5 mei 1945 werd de stad door het Sovjetleger bezet. Op 6 oktober gaf de Sovjet-Unie de stad over aan Polen. Er werd een Pools gemeentebestuur aangesteld en de naam van de stad werd veranderd in Świnoujście. Rond deze tijd leefden er in Swinemünde en op het eiland Wolin nog zo'n 30.000 Duitsers. Er kwamen veel Polen van achter de Curzonlijn zich in de gebieden vestigen die Duitsland aan Polen had moeten afstaan. De Duitsers werden verdreven. In de winter van 1945-46 werden vele achtergebleven Duitsers in Polen aangevallen en vermoord.
In 1950 woonden er nog steeds zo'n 500 tot 600 Duitsers in de stad. Ze werkten voornamelijk voor de Sovjetmarine, bij de stad en in de haven. Hierna mochten enkel Duitsers in de stad blijven als ze konden aantonen dat ze een Poolse of Slavische stamboom hadden. Vanaf 1958 werd de stad intensief heropgebouwd. Zoals in het Duitse tijdperk profileerde de stad zich ook nu als badplaats en werd naast Kołobrzeg (Kolberg) en Sopot (Zoppot) de bekendste badplaats van Polen. In december 1992 verdwenen de laatste restanten van het Sovjetleger. Nu Duits niet langer taboe is profiteert de stad ook van de vele Duitse toeristen.

## Toekomst
Tot 2015 zijn er veel investeringen in en rond Świnoujście gepland, met als doel er weer de belangrijke badplaats van Berlijn van te maken, welke bekendheid het ook genoot tot 1945. Ze willen deze vernieuwingen doen in samenwerking met de zogenaamde Dreikaiserbäder (Ahlbeck, Heringsdorf en Bansin). Daarnaast wil men dat de plaats weer van regionale betekenis wordt, gezien ze sinds de Tweede Wereldoorlog zonder een deel van haar achterland heeft moeten doen.

### LNG terminal
In de plaats wordt de Świnoujście LNG-terminal gebouwd. Discussies over dit project werden al in 2006 gevoerd, maar het duurde tot maart 2011 voordat met de bouw werd begonnen. De terminal krijgt een steiger voor grote LNG-tankers, twee opslagtanks en een installatie om het lng weer gasvormig te maken. De capaciteit wordt 5 miljard m³ aardgas per jaar. Er is ruimte voor de bouw van een derde tank en dan komt de capaciteit 50% hoger uit. De terminal kan zo’n 50% van de Poolse behoefte dekken. Polen verbruikt per jaar ruim 15 miljard m³ waarvan circa 9 miljard m³ aardgas uit Rusland wordt geïmporteerd. In mei 2013 was het project voor 60% compleet en volgens de planning komt de terminal in 2014 in gebruik. De terminal vergt een investering van 950 miljoen euro.

## Verkeer
Er zijn verschillende mogelijkheden om Świnoujście te bereiken; per veerpont langs het Poolse vasteland, of door middel van een brug vanuit het Duitse vasteland via de Duitse grens bij Ahlbeck. Sinds 24 april 2007 is er ook een grensovergang tussen Świnoujście en Garz / Usedom. De 2 grensovergangen bij Świnoujście zijn door invoering van Schengen in Polen op 21 december 2007, ook toegankelijk voor auto's. Naar de overgang bij Garz / Usedom, loopt de DK 93, hier gaat hij over op de Bundesstrasse 110. Bij de overgang naar Ahlbeck begint in Duitsland de Bundesstrasse 111.

### Openbaar vervoer
De stad heeft verschillende stations. Aan de Wolinse kant zijn dat Świnoujście, Świnoujście Odra, Świnoujście Przytór en Świnoujście Port. De treinen van de PKP rijden steeds naar Szczecin, sommige treinen rijden nog verder naar andere Poolse steden. Sinds 21 september 2008 is er ook de westelijke helft van de stad (op Usedom) weer een station, Świnoujście Centrum. Dit station wordt bediend door de treinen van de Usedomer Bäderbahn, een dochteronderneming van de Deutsche Bahn. De spoorlijn uit Züssow werd hiervoor vanaf de grens bij Ahlbeck verlengd tot Świnoujście. Hierdoor kan vanuit Świnoujście nu rechtstreeks gespoord worden naar Stralsund, en met overstap in Züssow ook naar Berlijn.
De bedoeling is om de vroegere spoorlijn naar Usedom in een eerste fase tot Garz te herbouwen, tot nabij het vliegveld van Heringsdorf. Er komt dan nog een station bij dat Świnoujście Głowny zal heten. Er zijn zelfs plannen om de oude spoorlijn weer geheel door te trekken naar Ducherow, via de hefbrug bij Karnin. De resten van brug staat nog midden in de rivier zonder dat er een brugdek op ligt.
Er zijn ook bussen die Świnoujście verbinden met de Duitse zijde van het eiland Usedom. Deze zogenaamde Oostzeebussen verbinden de stad met de rest van het eiland. Vanuit de haven vertrekken er boten naar Duitsland en Scandinavië.

### Tunnel
De Świnoujścietunnel is een tunnel onder de rivier de Świna in Świnoujście, Polen, die de eilanden Uznam en Wolin verbindt, die de lagune van Szczecin scheiden van de Oostzee in het noordwesten van Polen. Hij vormt de enige vaste verbinding tussen twee delen van de stad en vervolgens tussen de rest van het land en het centrum van Świnoujście, dat vóór de opening van de tunnels op 30 juni 2023 alleen per veerboot bereikbaar was.
De tunnel werd gegraven in de periode 2018-2023. Hij voert de DK93 van het Poolse nationale wegennet. Op de (westelijke) linkeroever van de rivier de Świna begint de tunnel bij de Karsiborska-straat. Op de rechteroever (west) sluit de tunnel aan op de Fińska-straat die leidt naar het einde van de snelweg S3, die het Poolse deel van de E65 vormt. De bestaande veerbootroute blijft behouden voor voetgangers en fietsers, langzaam rijdende voertuigen en voertuigen met gevaarlijke stoffen die verboden zijn in de tunnel.

### Promenade
De promenade wordt doorgetrokken naar de Duitse grens, waardoor het loopt van Świnoujście over Ahlbeck, Heringsdorf naar Bansin, de laatste drie in de Duitse deelstaat Mecklenburg-Voor-Pommeren. Dit wordt de langste aaneengesloten flaneermijl ter wereld met een lengte van ongeveer 10 km.

### Veerpont
Er zijn 2 veerpontaanlegplaatsen, de Karsibor (Kaseburg) en de Bielik. De Bielik is bestemd voor de inwoners van Świnoujście en alleen toegankelijk voor toeristen in nachttijden, en ook vrachtwagens worden hier niet toegelaten.

## Geboren
- Anna Harkowska (20 maart 1980), paralympisch wielrenster
- Karl Zech (6 februari 1892), SS-Gruppenführer en rijksdaglid